# لورا برترام
لورا برترام (انگلیسی: Laura Bertram؛ زادهٔ ۵ سپتامبر ۱۹۷۸) هنرپیشه اهل کانادا است که بیشترین شهرتش به خاطر بازی در سریال آندرومداست.